# Oursbelille
Oursbelille (prononcer [uʁsbelil] ; nommé également Oursbélille non officiellement) est une commune française située dans le nord du département des Hautes-Pyrénées, en région Occitanie.
Sur le plan historique et culturel, la commune est dans l’ancien comté de Bigorre, comté historique des Pyrénées françaises et de Gascogne. Exposée à un climat océanique altéré, elle est drainée par l'Échez, le Souy, le canal du Moulin, la Géline et par deux autres cours d'eau. La commune possède un patrimoine naturel remarquable composé de trois zones naturelles d'intérêt écologique, faunistique et floristique.
Oursbelille est une commune rurale qui compte 1 215 habitants en 2022, après avoir connu une forte hausse de la population depuis 1962. Elle fait partie de l'aire d'attraction de Tarbes. Ses habitants sont appelés les Oursbelillois ou  Oursbelilloises.

## Géographie

### Localisation
La commune d'Oursbelille se trouve dans le département des Hautes-Pyrénées, en région Occitanie.
Elle se situe à 7 km à vol d'oiseau de Tarbes, préfecture du département, et à 3 km de Bordères-sur-l'Échez, bureau centralisateur du canton de Bordères-sur-l'Échez dont dépend la commune depuis 2015 pour les élections départementales.
La commune fait en outre partie du bassin de vie de Tarbes.
Les communes les plus proches sont : 
Lagarde (2,1 km), Gayan (2,5 km), Bazet (3,2 km), Bordères-sur-l'Échez (3,2 km), Siarrouy (3,8 km), Pintac (3,8 km), Andrest (3,8 km), Aurensan (4,5 km).
Sur le plan historique et culturel, Oursbelille fait partie de l’ancien comté de Bigorre, comté historique des Pyrénées françaises et de Gascogne créé au IXe siècle puis rattaché au domaine royal en 1302, inclus ensuite au comté de Foix en 1425 puis une nouvelle fois rattaché au royaume de France en 1607. La commune est dans le pays de Tarbes et de la Haute Bigorre.

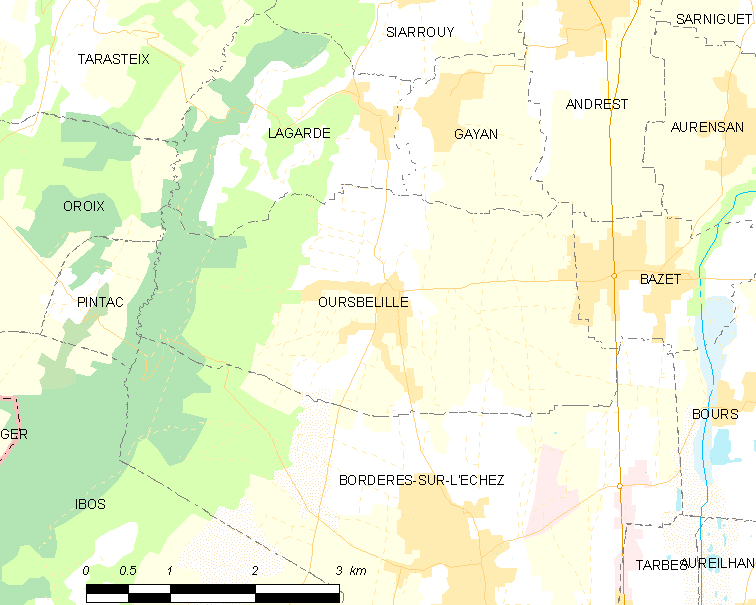
Carte de la commune d'Oursbelille et des proches communes.

| Lagarde | Gayan                | Andrest |
| Oroix   | Oursbelille          | Bazet   |
| Pintac  | Bordères-sur-l'Échez |         |

### Hydrographie

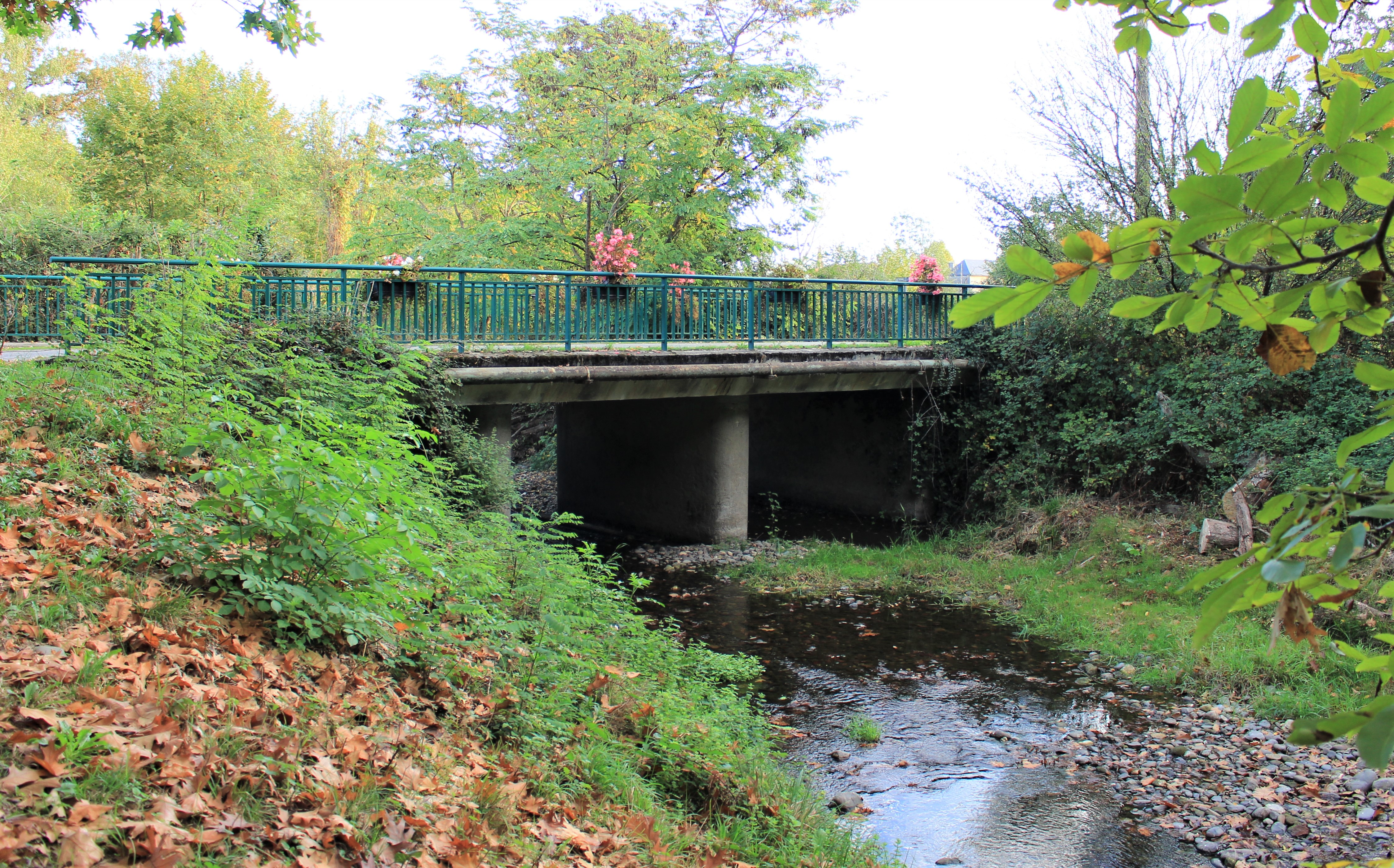
Le pont au-dessus du Souy.

La commune est dans le bassin de l'Adour, au sein du bassin hydrographique Adour-Garonne. Elle est drainée par l'Échez, le Souy, le canal du Moulin, la Géline et par divers petits cours d'eau, constituant un réseau hydrographique de 14 km de longueur totale,.
L'Échez, d'une longueur totale de 64,1 km, prend sa source dans la commune de Germs-sur-l'Oussouet et s'écoule vers le nord. Il traverse la commune et se jette dans l'Adour à Maubourguet, après avoir traversé 26 communes.
Le Souy, d'une longueur totale de 24,7 km, prend sa source dans la commune d'Ossun et s'écoule vers le nord. Il traverse la commune et se jette dans le Luy à Siarrouy, après avoir traversé 8 communes.
Le canal du Moulin, d'une longueur totale de 12,5 km, prend sa source dans la commune et s'écoule vers le nord. Il traverse la commune et se jette dans l'Échez à Vic-en-Bigorre, après avoir traversé 5 communes.
La Géline, d'une longueur totale de 20,8 km, prend sa source dans la commune d'Azereix et s'écoule du sud-ouest vers le nord-est. Il traverse la commune et se jette dans le canal de Luzerte à Saint-Lézer, après avoir traversé 12 communes.

### Climat
Le climat est tempéré de type océanique, en raison de l'influence proche de l'océan Atlantique situé à peu près 150 km plus à l'ouest. La proximité des Pyrénées fait que la commune profite d'un effet de foehn, il peut aussi y neiger en hiver, même si cela reste inhabituel.
| Mois                              | jan.  | fév.  | mars  | avril | mai   | juin  | jui.  | août  | sep.  | oct.  | nov.  | déc.  | année   |
| --------------------------------- | ----- | ----- | ----- | ----- | ----- | ----- | ----- | ----- | ----- | ----- | ----- | ----- | ------- |
| Température minimale moyenne (°C) | 0,6   | 1,3   | 2,7   | 5,2   | 8,3   | 11,6  | 14,1  | 13,9  | 11,7  | 8     | 3,6   | 1,3   | 6,9     |
| Température moyenne (°C)          | 5,3   | 6,1   | 7,8   | 10    | 13,3  | 16,7  | 19,3  | 19    | 17,2  | 13,3  | 8,5   | 5,8   | 11,9    |
| Température maximale moyenne (°C) | 9,9   | 11    | 12,9  | 14,8  | 18,3  | 21,7  | 24,5  | 24    | 22,6  | 18,6  | 13,4  | 10,4  | 16,8    |
| Ensoleillement (h)                | 108,8 | 118,8 | 155,6 | 157,2 | 181,3 | 191,5 | 215,5 | 196,4 | 194,5 | 164,4 | 124,4 | 104,4 | 1 912,8 |
| Précipitations (mm)               | 112,8 | 97,5  | 100,2 | 105,7 | 113,6 | 80,7  | 57,3  | 70,3  | 71    | 85,2  | 93    | 112,1 | 1 099,4 |

### Milieux naturels et biodiversité
L’inventaire des zones naturelles d'intérêt écologique, faunistique et floristique (ZNIEFF) a pour objectif de réaliser une couverture des zones les plus intéressantes sur le plan écologique, essentiellement dans la perspective d’améliorer la connaissance du patrimoine naturel national et de fournir aux différents décideurs un outil d’aide à la prise en compte de l’environnement dans l’aménagement du territoire.
Deux ZNIEFF de type 1 sont recensées sur la commune :
le « bois des collines de l'ouest tarbais » (3 095 ha), couvrant 13 communes dont deux dans les Pyrénées-Atlantiques et 11 dans les Hautes-Pyrénées et 
le « réseau hydrographique de l'Échez » (392 ha), couvrant 26 communes dont trois dans les Pyrénées-Atlantiques et 23 dans les Hautes-Pyrénées
et une ZNIEFF de type 2, : 
le « plateau de Ger et coteaux de l'ouest tarbais » (6 409 ha), couvrant 26 communes dont six dans les Pyrénées-Atlantiques et 20 dans les Hautes-Pyrénées.

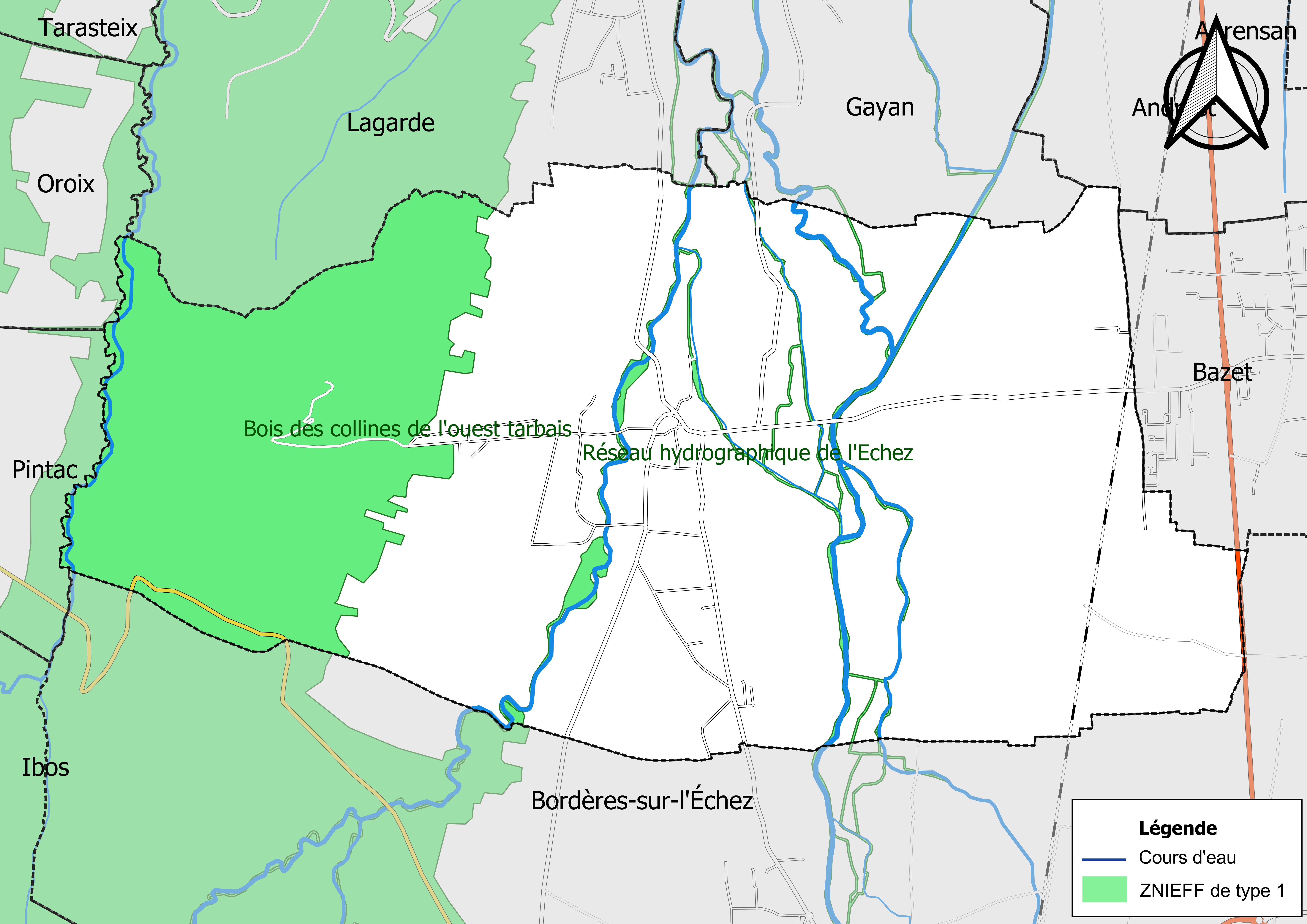
Carte des ZNIEFF de type 1 sur la commune.
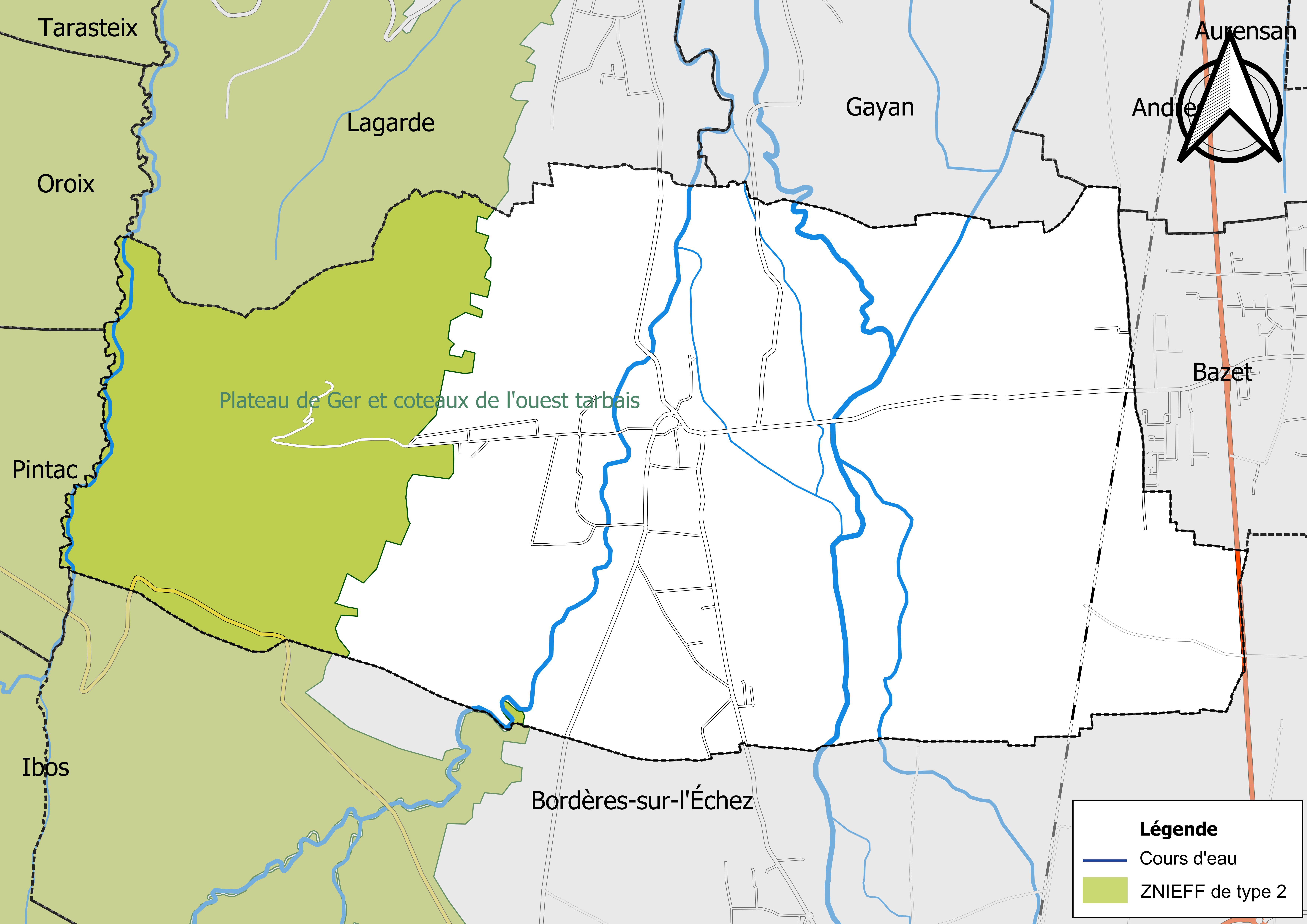
Carte de la ZNIEFF de type 2 sur la commune.

## Urbanisme

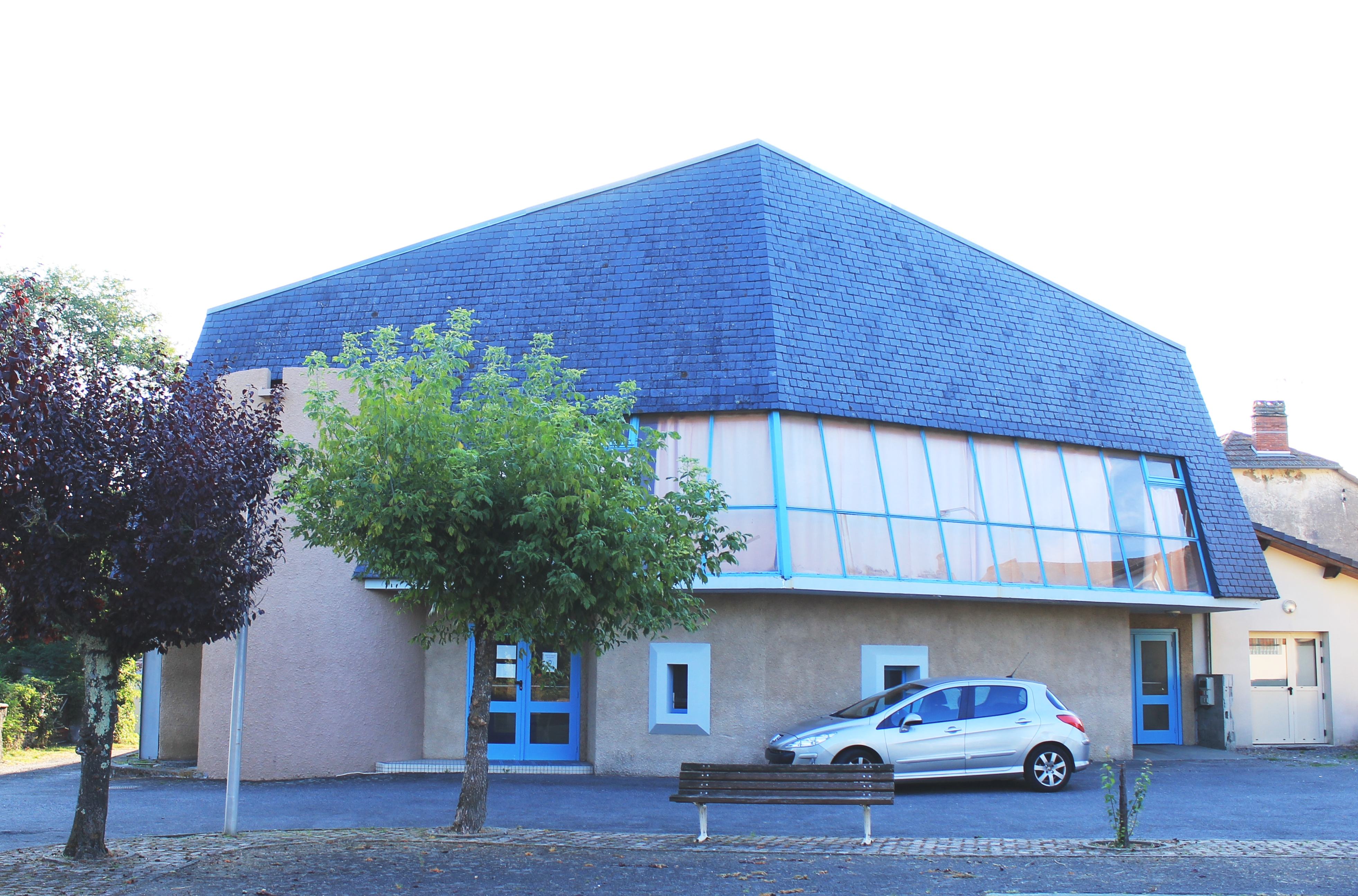
Le foyer rural en 2021.

### Typologie
Au 1er janvier 2024, Oursbelille est catégorisée bourg rural, selon la nouvelle grille communale de densité à sept niveaux définie par l'Insee en 2022.
Elle est située hors unité urbaine. Par ailleurs la commune fait partie de l'aire d'attraction de Tarbes, dont elle est une commune de la couronne,. Cette aire, qui regroupe 153 communes, est catégorisée dans les aires de 50 000 à moins de 200 000 habitants,.

### Occupation des sols
L'occupation des sols de la commune, telle qu'elle ressort de la base de données européenne d’occupation biophysique des sols Corine Land Cover (CLC), est marquée par l'importance des territoires agricoles (68,8 % en 2018), en diminution par rapport à 1990 (71 %). La répartition détaillée en 2018 est la suivante : 
terres arables (48,5 %), forêts (22,9 %), zones agricoles hétérogènes (10,3 %), prairies (10 %), zones urbanisées (8,4 %).
L'IGN met par ailleurs à disposition un outil en ligne permettant de comparer l’évolution dans le temps de l’occupation des sols de la commune (ou de territoires à des échelles différentes). Plusieurs époques sont accessibles sous forme de cartes ou photos aériennes : la carte de Cassini (XVIIIe siècle), la carte d'état-major (1820-1866) et la période actuelle (1950 à aujourd'hui).

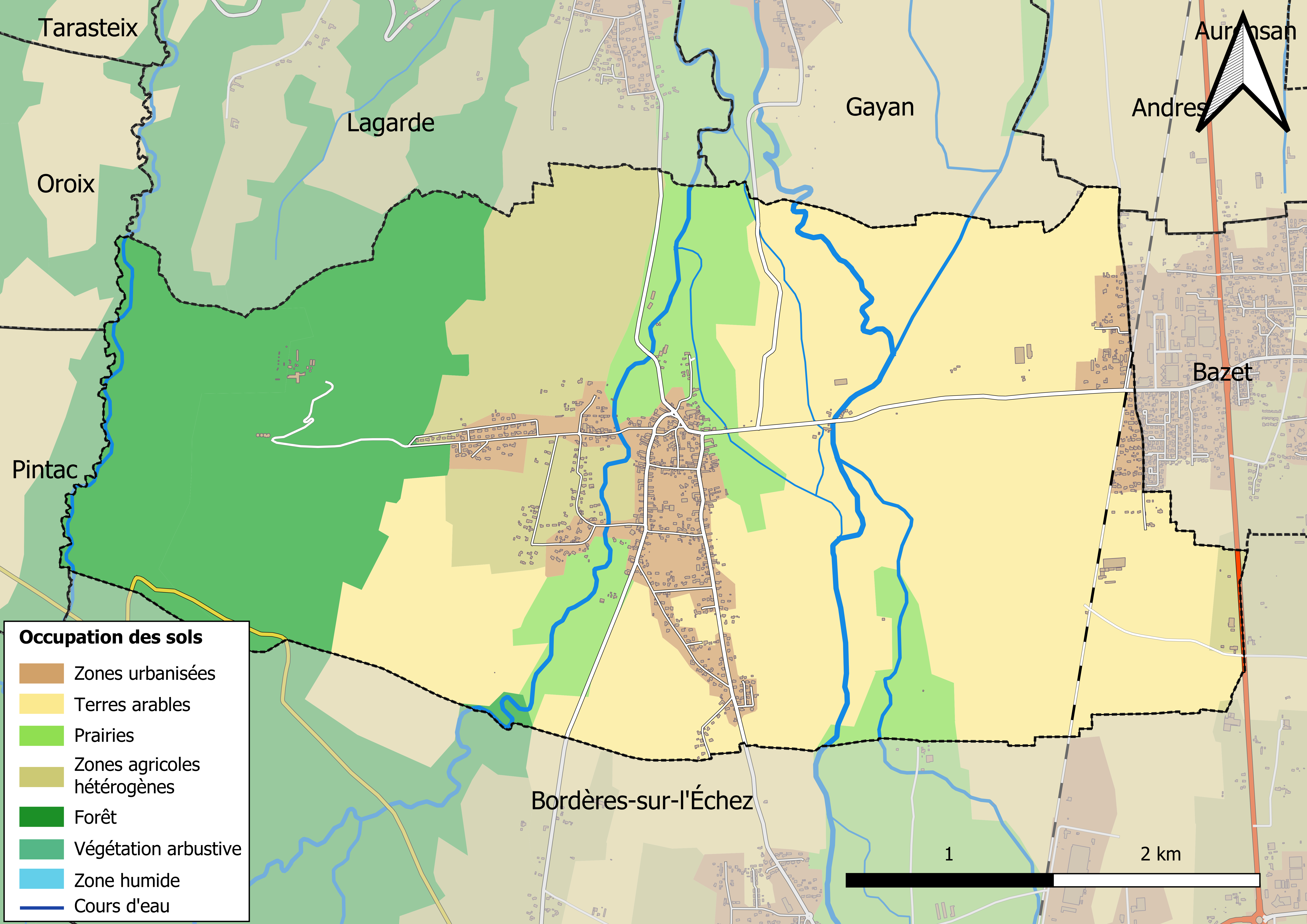
Carte des infrastructures et de l'occupation des sols en 2018 (CLC) de la commune.
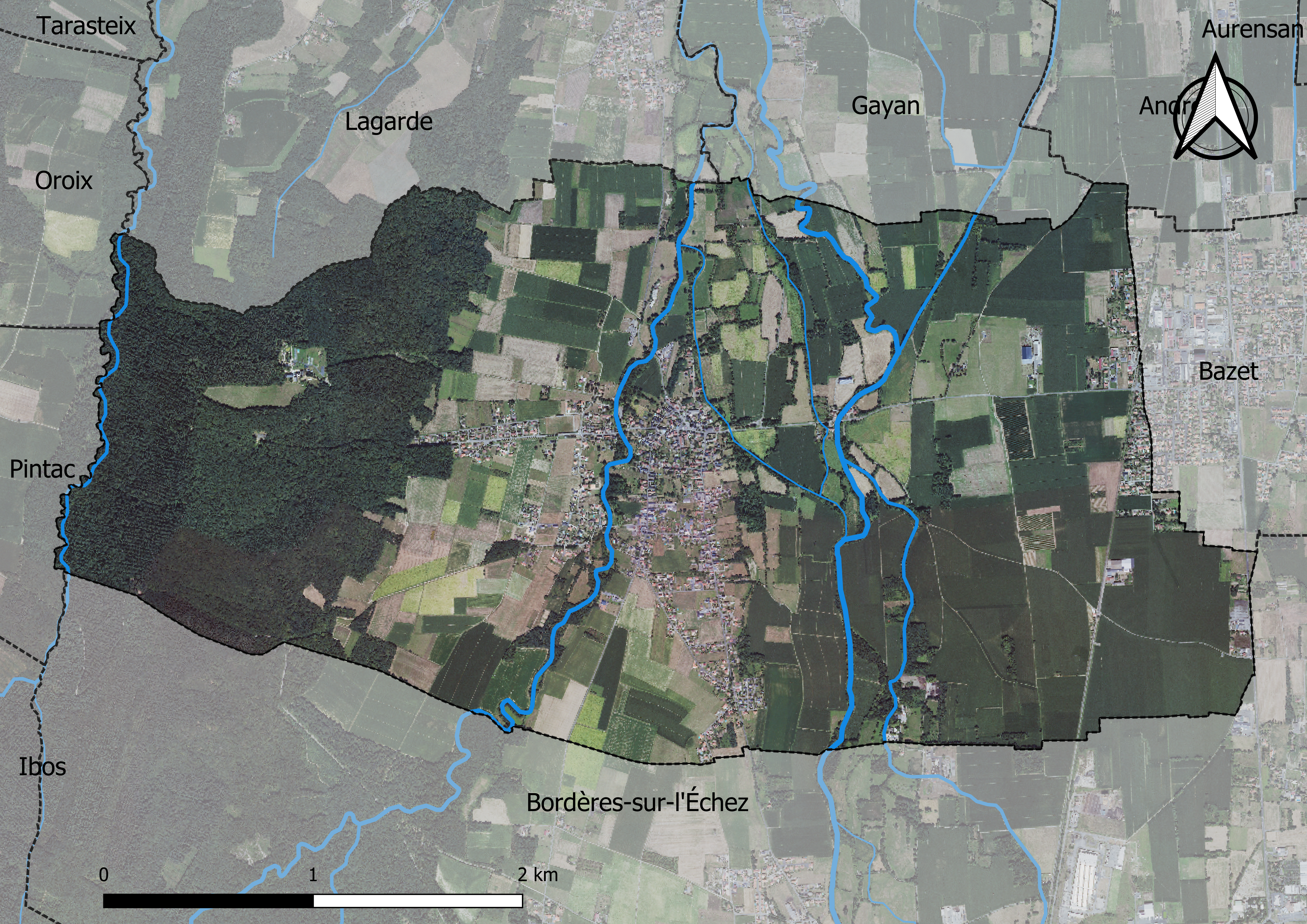
Carte orthophotogrammétrique de la commune.

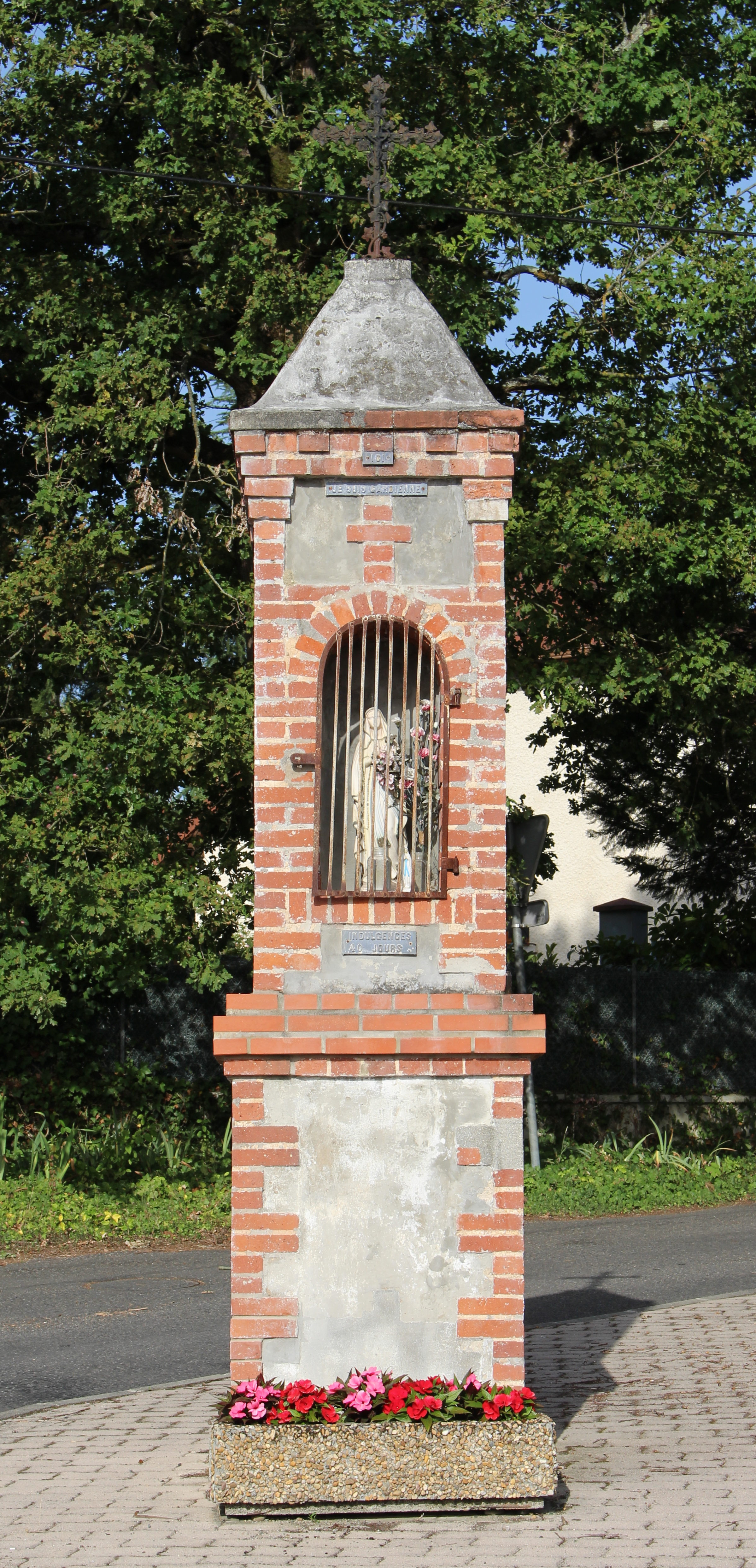
L’ oratoire.

### Logement
En 2012, le nombre total de logements dans la commune est de 520.

Parmi ces logements, 94,8 % sont des résidences principales, 0,0 % des résidences secondaires et 5,2 % des logements vacants.

### Voies de communication et transports

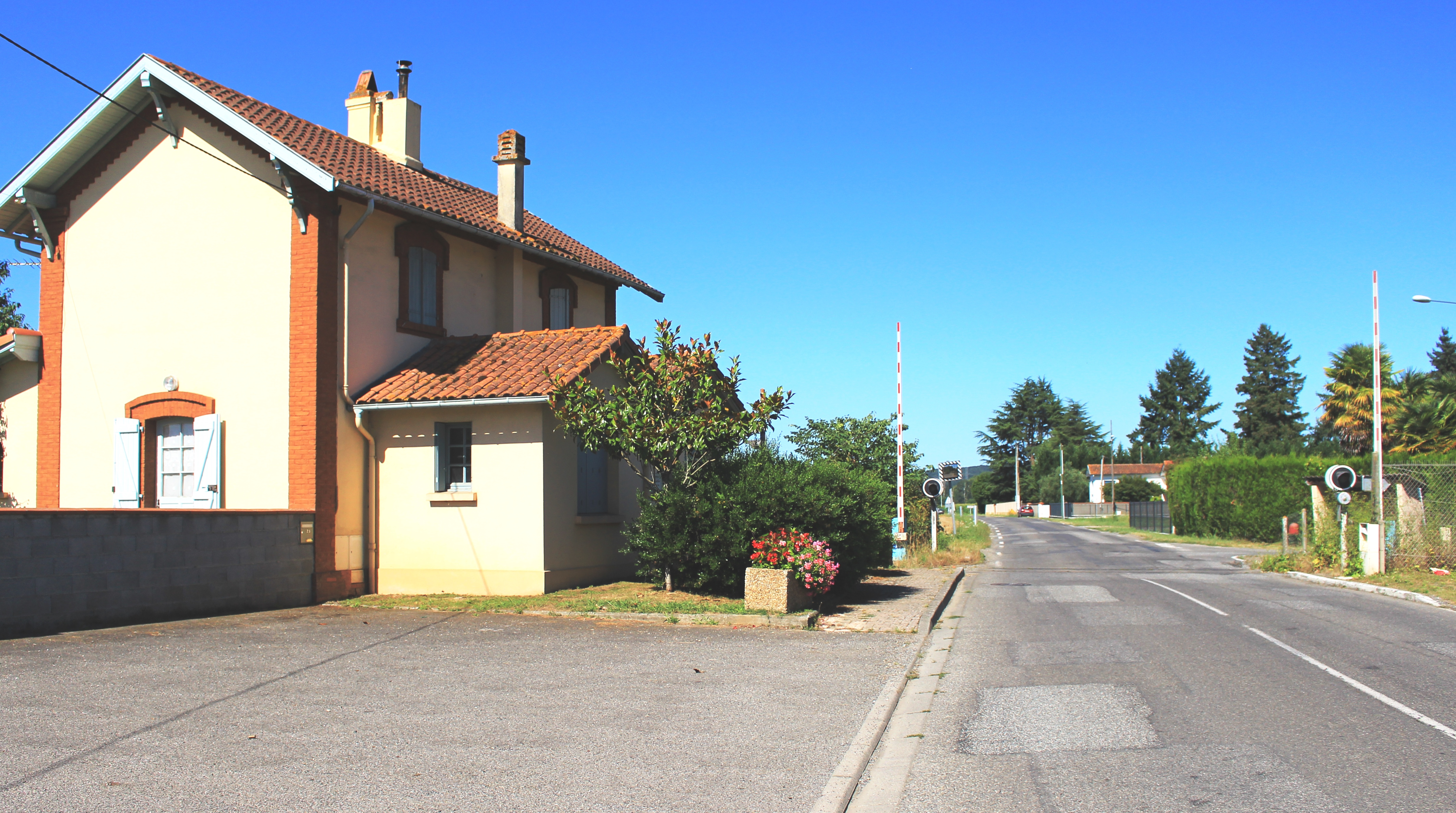
Passage à niveau de l'ancienne ligne de Morcenx à Bagnères-de-Bigorre en 2021.

Cette commune est desservie par les routes départementales D 7, D 93 D 393 et Route Départementale 935
À sa limite orientale (commune de Bazet - 3,2 km 40 min à pied) passe la ligne de bus T3 Route de Bours/Mairie de Bazet ↔ Bastillac de l'agglomération Tarbes-Lourdes-Pyrénées - arrêt Rosiers
https://www.tlp-mobilites.com/horaires-et-plans-des-lignes-de-bus/

### Risques majeurs
Le territoire de la commune d'Oursbelille est vulnérable à différents aléas naturels : météorologiques (tempête, orage, neige, grand froid, canicule ou sécheresse), inondations, mouvements de terrains et séisme (sismicité modérée). Il est également exposé à un risque technologique,  le transport de matières dangereuses. Un site publié par le BRGM permet d'évaluer simplement et rapidement les risques d'un bien localisé soit par son adresse soit par le numéro de sa parcelle.

#### Risques naturels
Certaines parties du territoire communal sont susceptibles d’être affectées par le risque d’inondation par débordement de cours d'eau, notamment l'Échez, le Souy, le canal du Moulin et le Géline. La cartographie des zones inondables en ex-Midi-Pyrénées réalisée dans le cadre du XIe Contrat de plan État-région, visant à informer les citoyens et les décideurs sur le risque d’inondation, est accessible sur le site de la DREAL Occitanie. La commune a été reconnue en état de catastrophe naturelle au titre des dommages causés par les inondations et coulées de boue survenues en 1982, 1999 et 2009,.
Oursbelille est exposée au risque de feu de forêt. Un plan départemental de protection des forêts contre les incendies a été approuvé par arrêté préfectoral le 21 avril 2020 pour la période 2020-2029. Le précédent couvrait la période 2007-2017. L’emploi du feu est régi par deux types de réglementations. D’abord le code forestier et l’arrêté préfectoral du 27 octobre 2014, qui réglementent l’emploi du feu à moins de 200 m des espaces naturels combustibles sur l’ensemble du département. Ensuite celle établie dans le cadre de la lutte contre la pollution de l’air, qui interdit le brûlage des déchets verts des particuliers. L’écobuage est quant à lui réglementé dans le cadre de commissions locales d’écobuage (CLE)

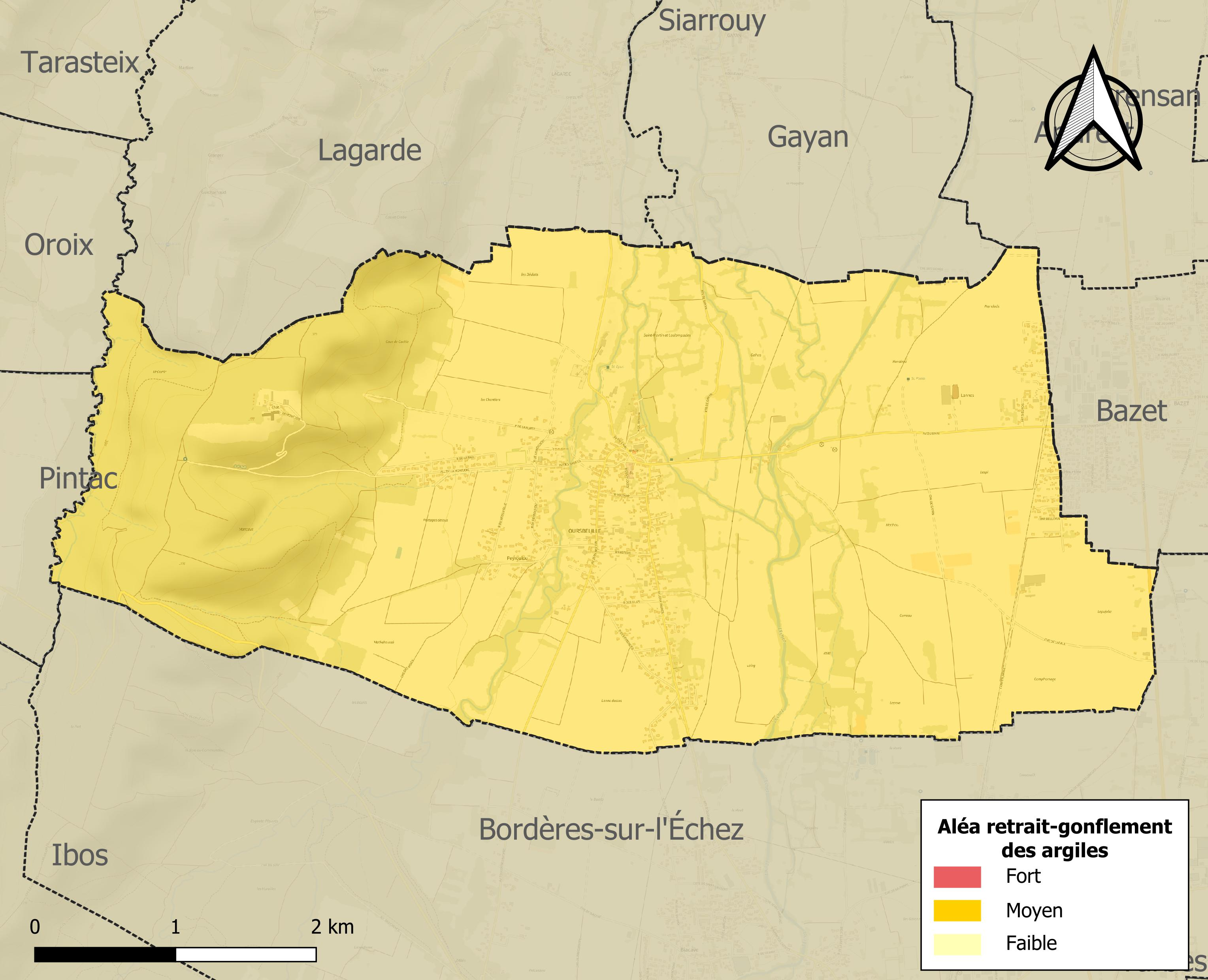
Carte des zones d'aléa retrait-gonflement des sols argileux d'Oursbelille.

Les mouvements de terrains susceptibles de se produire sur la commune sont des tassements différentiels.
Le retrait-gonflement des sols argileux est susceptible d'engendrer des dommages importants aux bâtiments en cas d’alternance de périodes de sécheresse et de pluie. La totalité de la commune est en aléa moyen ou fort (44,5 % au niveau départemental et 48,5 % au niveau national). Sur les 524 bâtiments dénombrés sur la commune en 2019, 524 sont en aléa moyen ou fort, soit 100 %, à comparer aux 75 % au niveau départemental et 54 % au niveau national. Une cartographie de l'exposition du territoire national au retrait gonflement des sols argileux est disponible sur le site du BRGM,.
Par ailleurs, afin de mieux appréhender le risque d’affaissement de terrain, l'inventaire national des cavités souterraines permet de localiser celles situées sur la commune.
Concernant les mouvements de terrains, la commune a été reconnue en état de catastrophe naturelle au titre des dommages causés par la sécheresse en 2003 et par des mouvements de terrain en 1999.

#### Risque technologique
Le risque de transport de matières dangereuses sur la commune est lié à sa traversée par une ligne de chemin de fer et une canalisation de transport d'hydrocarbures. Un accident se produisant sur de telles infrastructures est susceptible d’avoir des effets graves sur les biens, les personnes ou l'environnement, selon la nature du matériau transporté. Des dispositions d’urbanisme peuvent être préconisées en conséquence.

## Toponymie

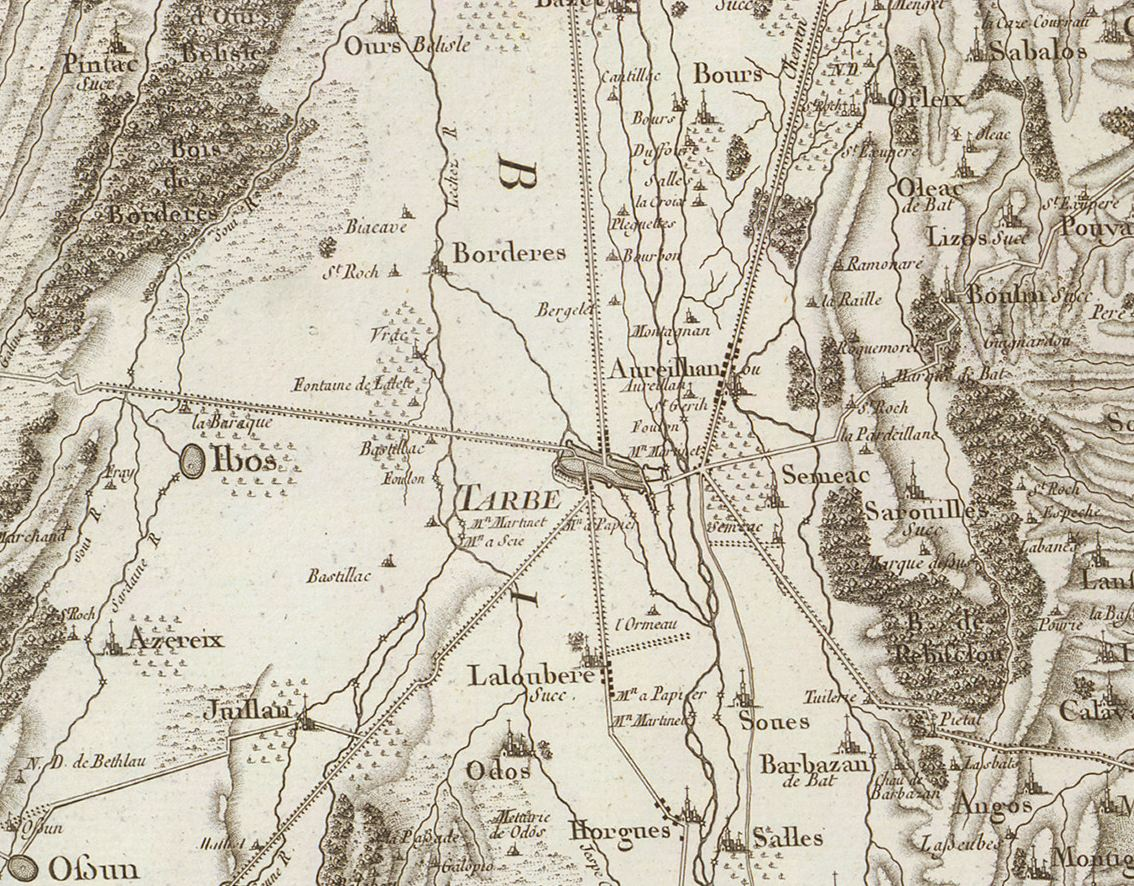
Extrait de la carte de Cassini (entre 1756 et 1789) situant Oursbelille au nord ouest de Tarbes

On trouvera les principales informations dans le Dictionnaire toponymique des communes des Hautes-Pyrénées de Michel Grosclaude et Jean-François Le Nail qui rapporte les dénominations historiques du village :
Dénominations historiques :
- Orz, (entre 1130 et 1163, cartulaire de Bigorre ; XIIe siècle, ibid. ; 1285, montre Bigorre) ;
- D’Ors, (XIIe s., cartulaires Bigorre) ;
- Ordz, (1251, Du Bourg) ;
- Ort, z (1281, livre vert Bénac ; 1313, livre vert Bénac) ;
- De Ortio, latin (1342, pouillé de Tarbes) ;
- Ors, Ortz, Hortz, (1429, censier de Bigorre) ;
- Ours, (1614, Guillaume Mauran) ;
- lieu de Belile, jadis Ours (1650, ADHP, B ) ;
- Ourbelile, (1768, Duco) ;
- Ourbelille, (1790, Département 1) ;
- Ours Belisle, (fin XVIIIe siècle, carte de Cassini).

Nom occitan : Ors-Belila.

## Histoire
Oursbelille faisait partie du comté de Bigorre.

### Cadastre napoléonien d'Oursbelille
Le plan cadastral napoléonien d'Oursbelille est consultable sur le site des archives départementales des Hautes-Pyrénées.

## Politique et administration

### Liste des maires

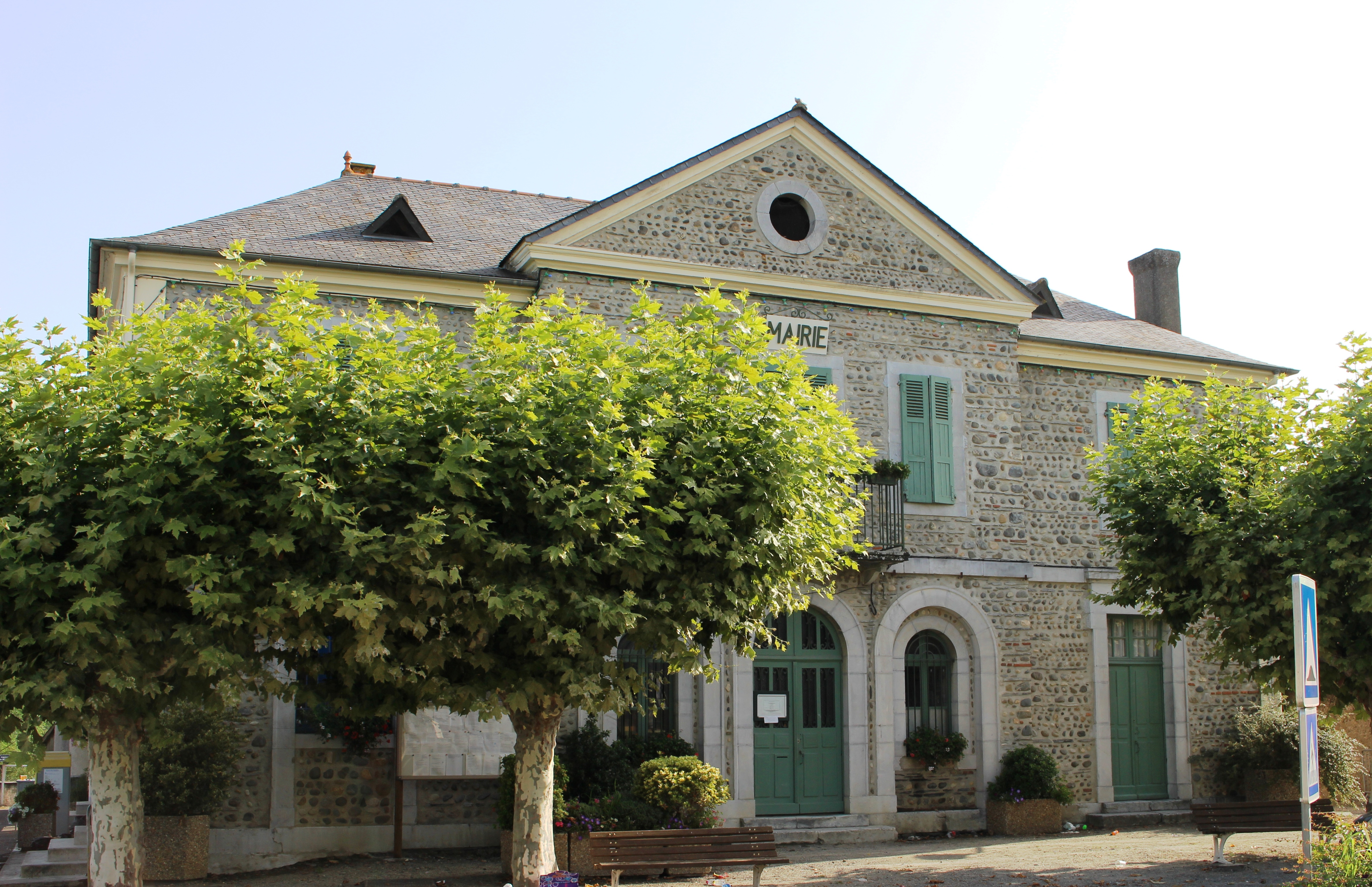
La mairie en 2017.

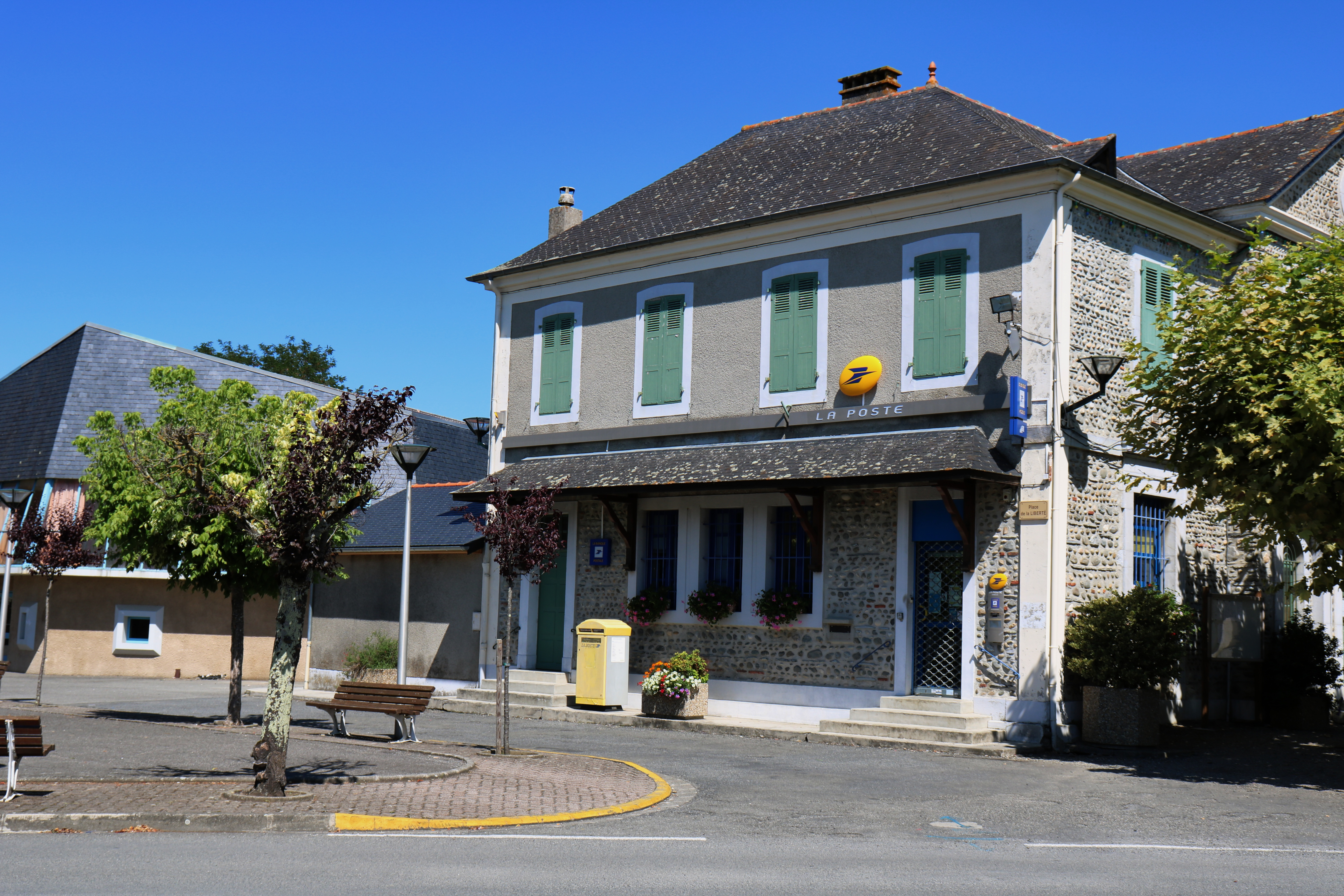
La Poste

| Période                                  | Période  | Identité    | Étiquette | Qualité |
| ---------------------------------------- | -------- | ----------- | --------- | ------- |
| Les données manquantes sont à compléter. |          |             |           |         |
|                                          |          |             |           |         |
| mars 1977                                | En cours | Henri Fatta | PCF       |         |

### Rattachements administratifs et électoraux

#### Historique administratif
Pays et sénéchaussée de Bigorre, quarteron de Tarbes, canton de Tarbes (1790), puis d'Ibos (1790), Tarbes-Nord (1801), Aureilhan (1973), de Bordères-sur-l'Échez (1982).

#### Intercommunalité
Oursbelille appartient depuis le 1er janvier 2017 à la Communauté d'agglomération Tarbes-Lourdes-Pyrénées après la fusion de la communauté de communes Bigorre-Adour-Échez, à laquelle elle appartenait depuis janvier 2013, avec plusieurs autres Établissements Publics de Coopération Intercommunale à fiscalité propre du département.

### Services publics
La commune d'Oursbelille dispose d'une agence postale.

## Population et société

### Démographie

#### Évolution démographique
| 1793 | 1800 | 1806 | 1821 | 1831 | 1836 | 1841 | 1846 | 1851 |
| ---- | ---- | ---- | ---- | ---- | ---- | ---- | ---- | ---- |
| 528  | 497  | 651  | 657  | 912  | 913  | 890  | 840  | 863  |

| 1856 | 1861 | 1866 | 1876 | 1881 | 1886 | 1891 | 1896 | 1901 |
| ---- | ---- | ---- | ---- | ---- | ---- | ---- | ---- | ---- |
| 869  | 858  | 834  | 768  | 770  | 719  | 707  | 636  | 607  |

| 1906 | 1911 | 1921 | 1926 | 1931 | 1936 | 1946 | 1954 | 1962 |
| ---- | ---- | ---- | ---- | ---- | ---- | ---- | ---- | ---- |
| 615  | 609  | 586  | 562  | 594  | 610  | 630  | 641  | 689  |

| 1968 | 1975 | 1982  | 1990  | 1999  | 2006  | 2007  | 2012  | 2017  |
| ---- | ---- | ----- | ----- | ----- | ----- | ----- | ----- | ----- |
| 843  | 984  | 1 105 | 1 213 | 1 198 | 1 200 | 1 202 | 1 221 | 1 179 |

| 2022  | - | - | - | - | - | - | - | - |
| ----- | - | - | - | - | - | - | - | - |
| 1 215 | - | - | - | - | - | - | - | - |

## Économie

### Revenus
En 2018, la commune compte 513 ménages fiscaux, regroupant 1 215 personnes. La médiane du revenu disponible par unité de consommation est de 22 390 € (20 420 € dans le département).

### Emploi
|                | 2008  | 2013  | 2018  |
| -------------- | ----- | ----- | ----- |
| Commune        | 4,6 % | 5 %   | 7 %   |
| Département    | 7,7 % | 9,4 % | 9,8 % |
| France entière | 8,3 % | 10 %  | 10 %  |

En 2018, la population âgée de 15 à 64 ans s'élève à 686 personnes, parmi lesquelles on compte 75,3 % d'actifs (68,3 % ayant un emploi et 7 % de chômeurs) et 24,7 % d'inactifs,. Depuis 2008, le taux de chômage communal (au sens du recensement) des 15-64 ans est inférieur à celui de la France et du département.
La commune fait partie de la couronne de l'aire d'attraction de Tarbes, du fait qu'au moins 15 % des actifs travaillent dans le pôle,. Elle compte 83 emplois en 2018, contre 88 en 2013 et 76 en 2008. Le nombre d'actifs ayant un emploi résidant dans la commune est de 471, soit un indicateur de concentration d'emploi de 17,6 % et un taux d'activité parmi les 15 ans ou plus de 50,6 %.
Sur ces 471 actifs de 15 ans ou plus ayant un emploi, 43 travaillent dans la commune, soit 9 % des habitants. Pour se rendre au travail, 94,9 % des habitants utilisent un véhicule personnel ou de fonction à quatre roues, 0,6 % les transports en commun, 1,8 % s'y rendent en deux-roues, à vélo ou à pied et 2,5 % n'ont pas besoin de transport (travail au domicile).

### Enseignement
La commune dépend de l'académie de Toulouse. Elle dispose d’une école en 2017.
- École primaire.

### Sports

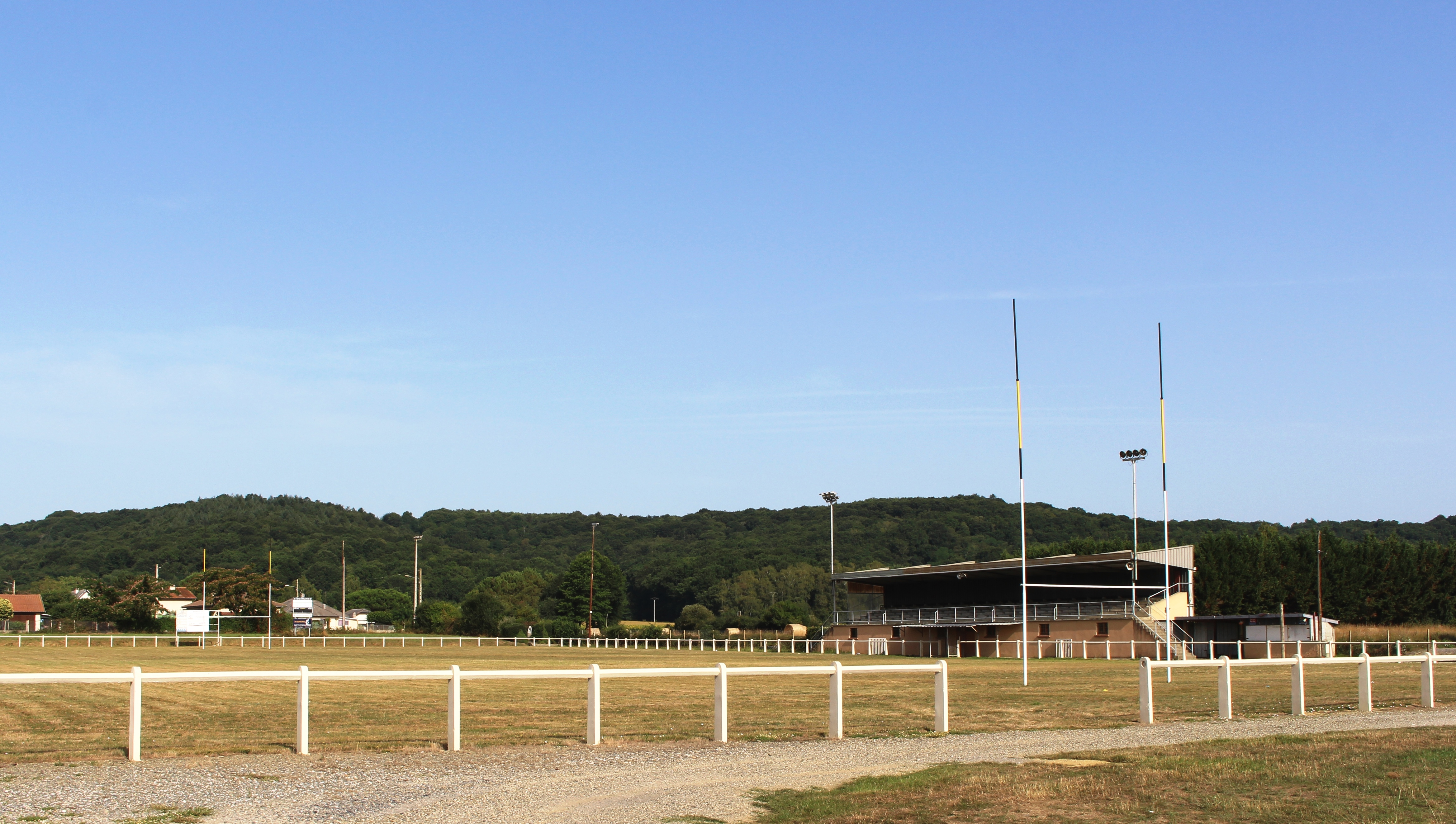
Le stade de rugby de la Monjoie en 2017.

- Rugby
- Jeunesse Sportive d'Oursbelille devenu en 2006 Oursbelille-Bordères Rugby Club[38]
  - 1954 : Champion Armagnac Bigorre de 3e série
  - 1956 : Champion de France de 3e série (bat l'ES Monteux sur disqualification)
  - 1960 : Champion Armagnac Bigorre de 2e série
  - 1963 : Vice champion de France de 2e série (battu par le FC Tournon-Tain 6-0)
  - 1965 : Vice champion de France de 4e série (battu par l'ES Landes 11-3)
  - 1978 : Champion Armagnac Bigorre de 2e série
  - 1979 : Champion Armagnac Bigorre de 1re série
  - 1980 : Champion Armagnac Bigorre de 1re série
  - 1982 : Champion Armagnac Bigorre de 1re série
  - 1994 : Champion Armagnac Bigorre Honneur
  - 1994 : Champion de France Honneur (bat l'Avenir castanéen 23-9)
  - 2000 : Champion Armagnac Bigorre de 1re série
  - 2002 : Champion Armagnac Bigorre de 2e série
  - 2002 : Champion de France de 2e série (bat le RC Ribaute 16-10)
  - 2013 : Champion Armagnac Bigorre de 2e série
  - 2014 : Champion de France de 1re série (bat le RC Motterain 15-0)

## Culture locale et patrimoine

### Lieux et monuments

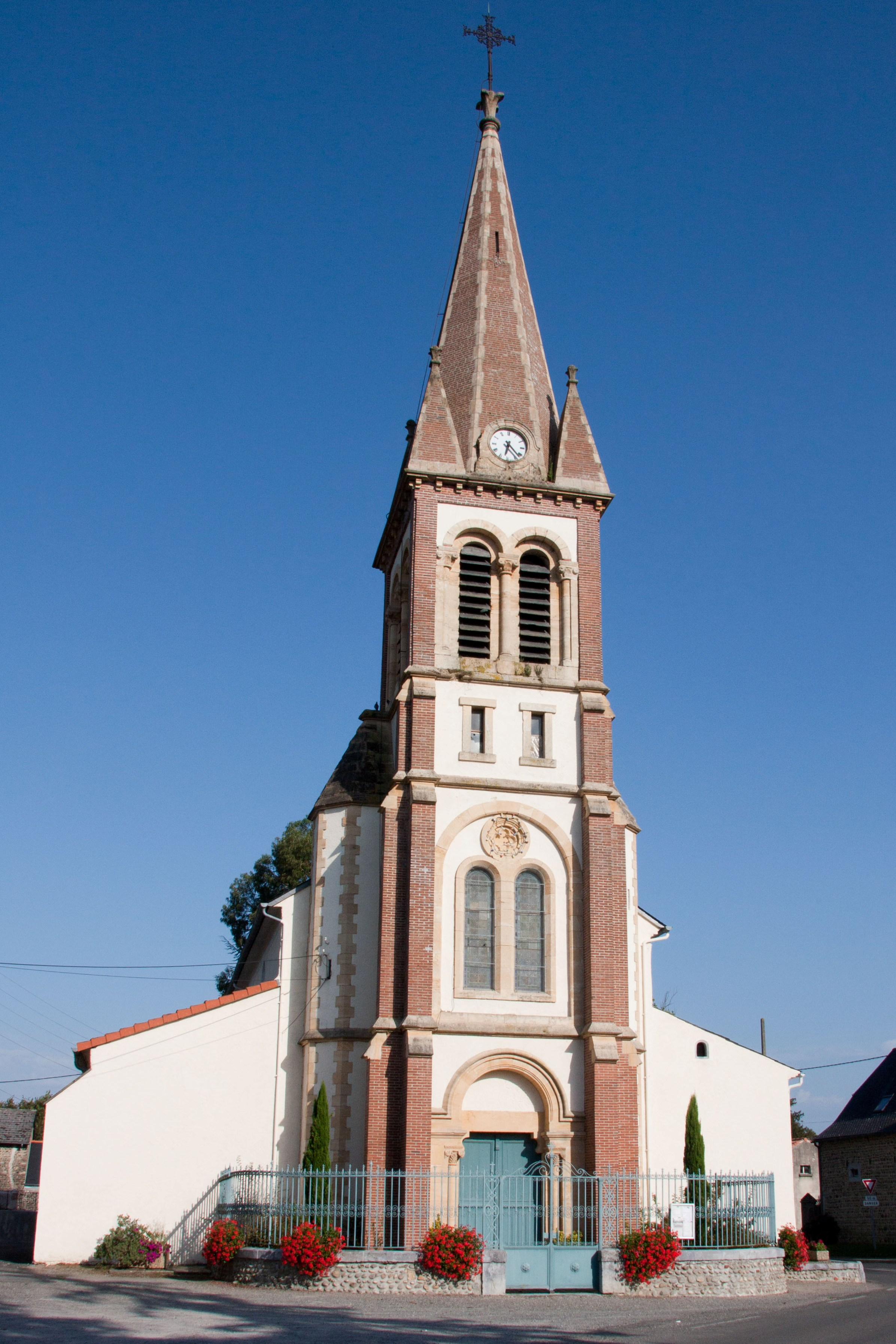
L'église de l'Invention-de-Saint-Étienne.

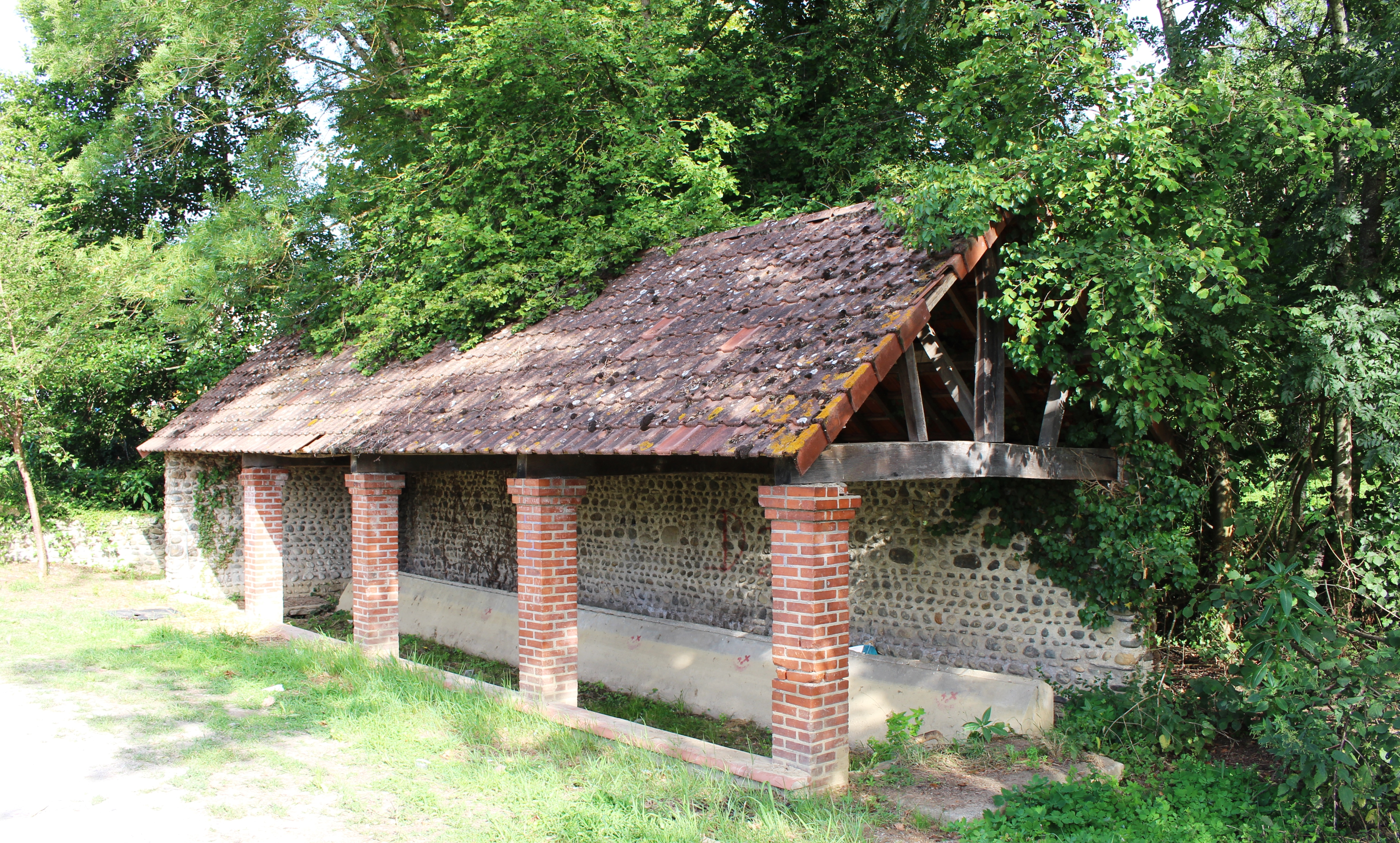
Le lavoir.

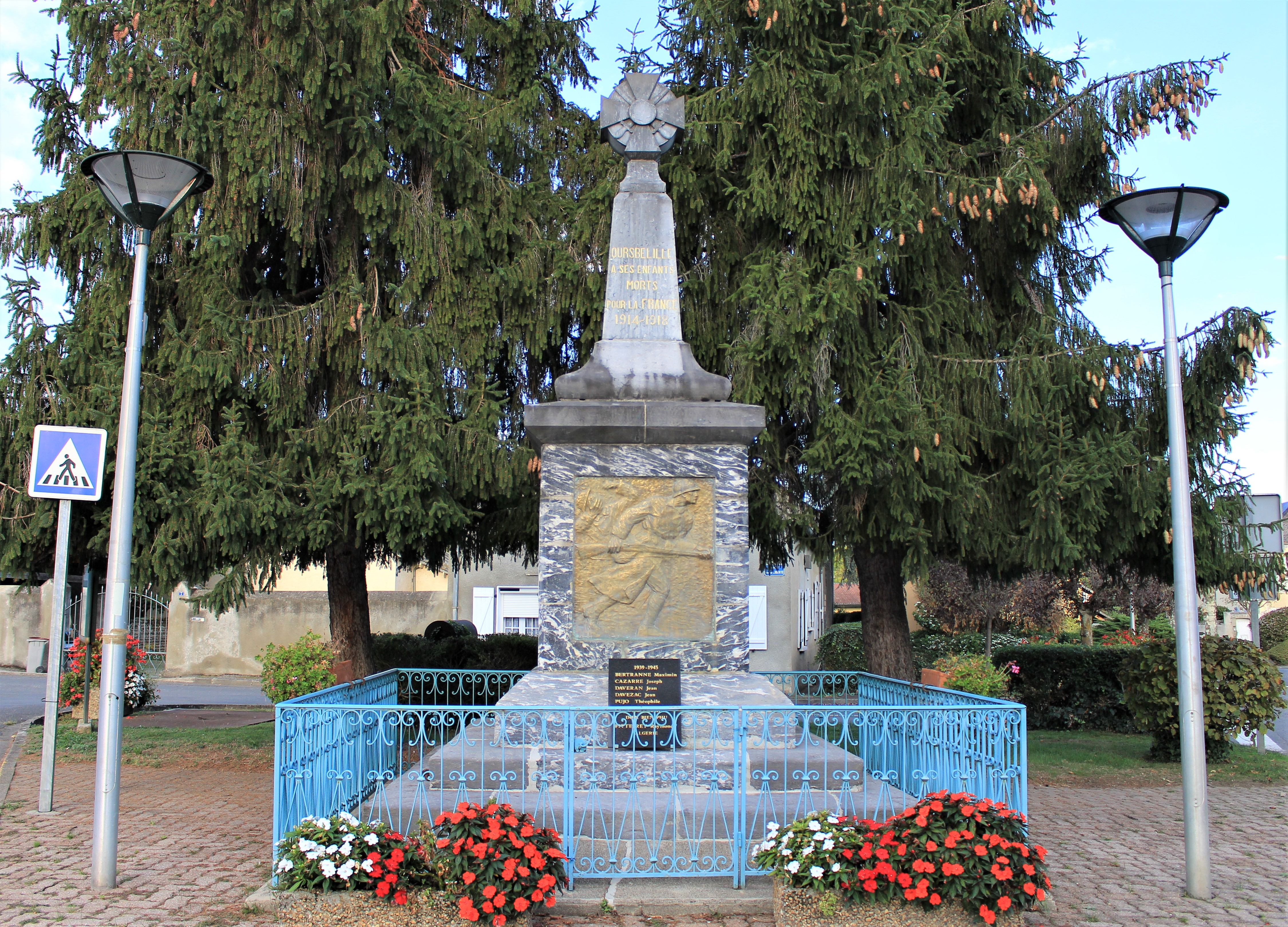
Le monument aux morts municipal, œuvre de Martial Caumont.

- Église de l'Invention-de-Saint-Étienne d'Oursbelille.
- Château de la Montjoie (résidence privée).
- Lavoir.

### Héraldique
| Blason | Blasonnement : D'or au mont de sinople chargé de deux burelles d'argent, sommé d'un ours passant de sable. |